# ワーズ・アイランド橋
ワーズ・アイランド橋（Wards Island Bridge）または103丁目歩道橋（103rd Street Footbridge）は、ニューヨーク市のマンハッタン島とワーズ島の間に架かる歩行者用の橋である。この昇開橋は、鉄塔と大梁から成る合計12のスパンを持つ。橋を渡れるのは、歩行者と自転車のみである。
川のマンハッタン側では、橋の入口はFDRドライブの14、15番出口の間、103丁目の東側に位置する。橋からは、FDRドライブを横切ったイースト・リバー遊歩道やスパニッシュ・ハーレムのイースト・リバー・ハウス団地へアクセス可能である。橋は対岸のワーズ島の南西を結び、ランドールズ・アンド・ワーズ・アイランド・パークの多くの競技場や海岸通りにアクセスできる。
1680万ドルのインフラ計画のため、2年間は閉鎖されていたが、2012年6月1日に再開し、年中24時間通ることができる。以前は、4月から10月までの昼間のみ使用できた。

## 歴史
ワーズ島への最初の橋は、島の北西部とマンハッタンの東114丁目との間にあり、木製の跳ね橋だった。橋は、嵐によって破壊され、フィリップ・ミレドラーとバーソロミュー・ワードによって営まれる綿産業に利用するため、1807年から1821年にかけて再建された。
1936年にトライボロー・ブリッジ・アンド・トンネル・オーソリティによってトライボロー橋が建設されたことで、マンハッタン島からランドールズ島とワーズ島へ徒歩で初めてアクセスできるようになった。マンハッタンの住民に、ワーズ島の公園へのよりよいアクセスルートを提供する計画は、1937年にロバート・モーゼスによって展開されていたが、橋の建設は1949年まで始まらなかった。設計は、ハーレム川歩道橋などで知られるオスマー・アマンが担当した。橋は、トライボロー・ブリッジ・アンド・トンネル・オーソリティによって建造され、ニューヨーク市に譲渡された。

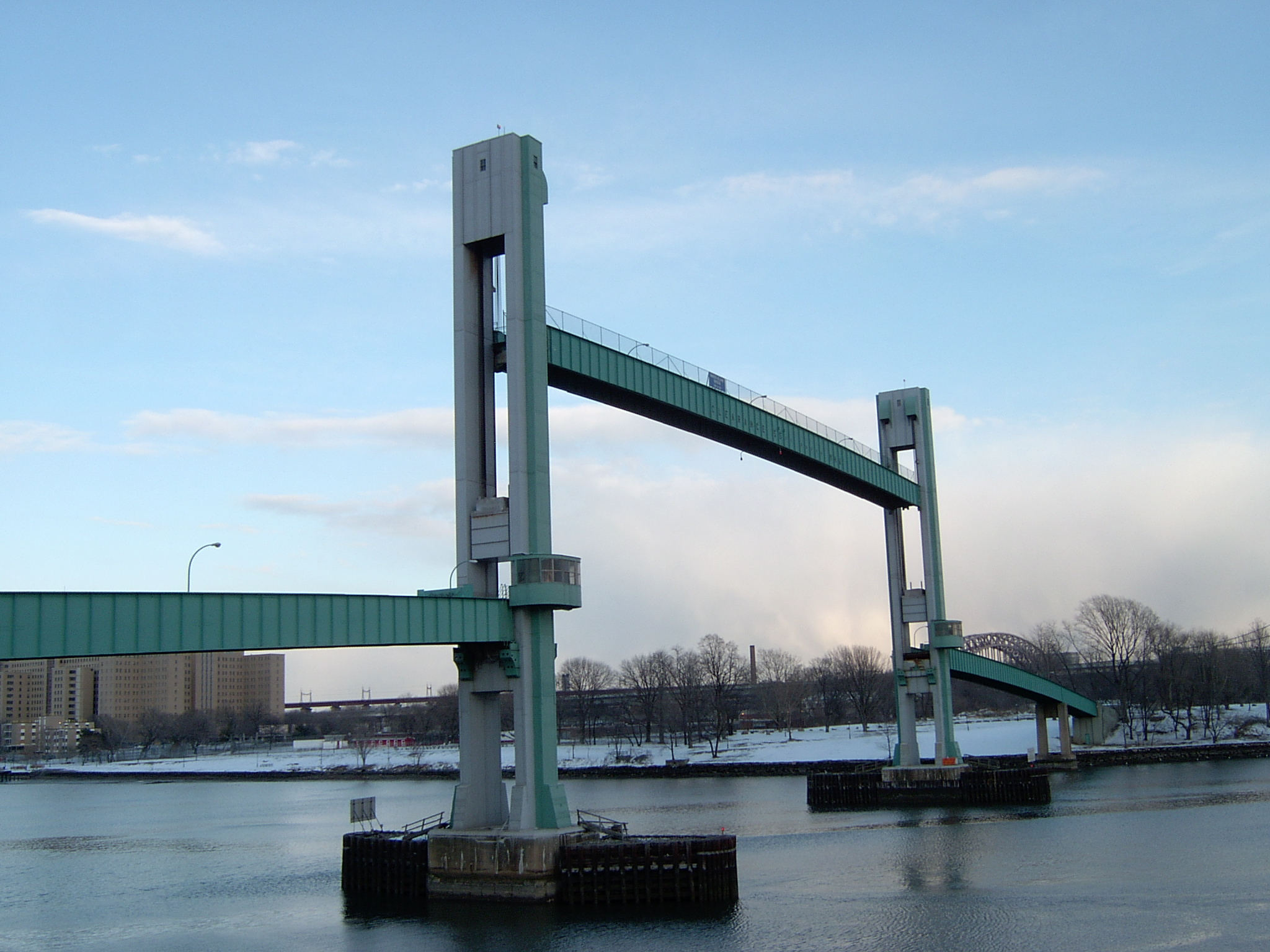
マンハッタン側ランプから見た橋

ワーズ・アイランド橋は、1951年5月18日に、210万ドルのコストをかけて、歩行者向けに開通した。橋は1967年には、自転車にも開放している。橋はもともと、赤、黄色、青のカラーでデザインされていたが、1986年に瑠璃色とエメラルドグリーンになった。
夜間と冬の数ヶ月間の橋の橋のアクセス制限は、マンハッタン州立精神療養所とイースト・リバー・ハウスの間を橋を利用して住民が頻繁に行き来した、1980年代と1990年代に遡る。住人は、患者には犯罪の増加に責任があると信じていた。
1999年、ニューヨーク市交通局が、橋の固定化を提案した。しかし、この提案は、3番街橋、ウィルス・アベニュー橋、145丁目橋の改造プロジェクトで使用する建設機械をハーレム川で運ぶため、間隔が必要となり、遅れた。
ワーズ・アイランド橋は、2010年4月から2012年4月にかけて改装された。これには、通路デッキ、金属製上部構造、電気システム、機械操作システムの改装も含まれている。

## 文化

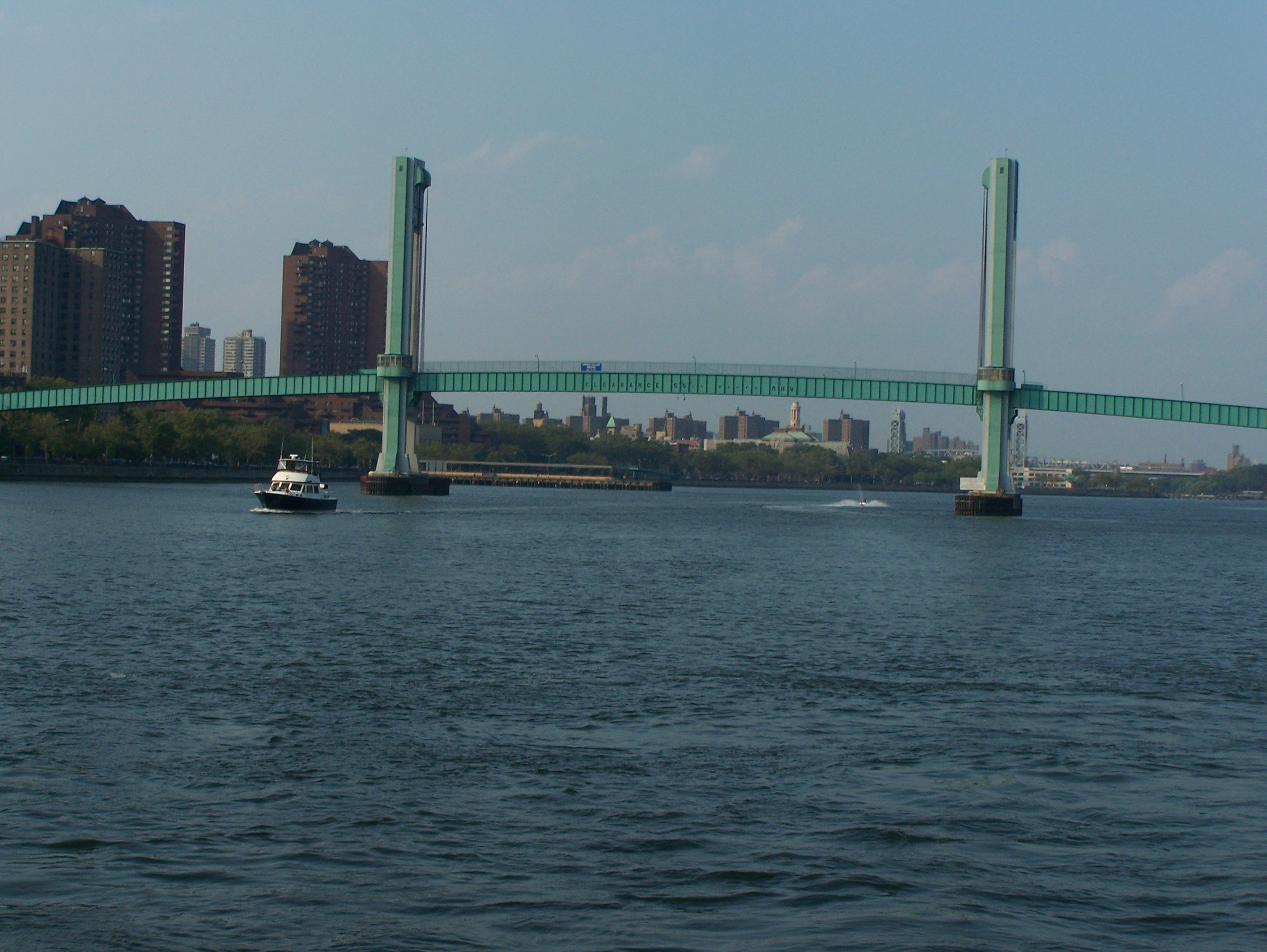
歩行者横断用に、リフトを下げたワーズ・アイランド橋

橋は、シナジーによる1979年のアルバム「Games」のカバーに使用されている。この写真は、夜間に、長時間露出写真として撮影された。